# Hangende darkride
Een hangende darkride is een type darkride dat met name te vinden is in attractieparken en op de kermis. De naam van dit type darkride verwijst naar de voertuigen die gebruikt worden tijdens de rit, hangende gondels. De rails bevindt zich hierdoor boven het voertuig in plaats van eronder. De hangende darkride heeft als voordeel dat het de beleving dat bezoekers vliegen versterkt. De gondels van een hangende darkride zijn gemotoriseerd, waardoor de gondels niet per se een constant gelijke snelheid hoeven te hebben. Sommige attractieparken combineren een hangende darkride daarom met een hangende achtbaan zoals Arthur in Europa-Park. Sommige gondels kunnen daarbij volledig om hun eigen as draaien.
Het nadeel van een hangende darkride zijn de brandveiligheidseisen. In geval van een noodsituatie is het veelal onmogelijk dat bezoekers direct hun voertuig kunnen verlaten, omdat ze zich enkele meters boven de grond bevinden. Voor de darkride Droomvlucht in de Efteling heeft men over bijna het gehele traject noodplateaus aangelegd.
Categorie · Afbeeldingen